# Eisschnelllauf-Sprintweltmeisterschaft 2002
Die 33. Eisschnelllauf-Sprintweltmeisterschaft wurde vom 19. bis 20. Januar im norwegischen Hamar (Vikingskipet) ausgetragen.

## Wettbewerb
- 74 Sportler aus 18 Nationen nahmen am Mehrkampf teil

| Teilnehmende Nationen             | Teilnehmende Nationen                               | Teilnehmende Nationen         | Teilnehmende Nationen               | Teilnehmende Nationen      |
| --------------------------------- | --------------------------------------------------- | ----------------------------- | ----------------------------------- | -------------------------- |
| Österreich Belgien Belarus Kanada | Volksrepublik China Tschechien Finnland Deutschland | Ungarn Italien Japan Südkorea | Niederlande Norwegen Polen Russland | Ukraine Vereinigte Staaten |

### Frauen

#### Endstand
- Zeigt die zwölf erfolgreichsten Sportlerinnen der Sprint-WM

| Rang | Name                      | 1. Lauf 500 Meter | Pkt.  | 1. Lauf 1.000 Meter | Pkt.  | 2. Lauf 500 Meter | Pkt.  | 2. Lauf 1.000 Meter | Pkt.  | Gesamt- pkt. |
| ---- | ------------------------- | ----------------- | ----- | ------------------- | ----- | ----------------- | ----- | ------------------- | ----- | ------------ |
| 1    | Catriona LeMay Doan       | 38,05 (1)         | 38,05 | 1:16,78 (3)         | 38,39 | 38,10 (1)         | 38,10 | 1:16,28 (2)         | 38,14 | 152,680      |
| 2    | Andrea Nuyt               | 38,37 (4)         | 38,37 | 1:16,73 (2)         | 38,36 | 38,33 (2)         | 38,33 | 1:16,71 (3)         | 38,35 | 153,420      |
| 3    | Anschalika Kazjuha        | 38,47 (5)         | 38,47 | 1:16,67 (1)         | 38,33 | 38,45 (3)         | 38,45 | 1:16,76 (6)         | 38,38 | 153,635      |
| 4    | Monique Garbrecht-Enfeldt | 38,30(3)          | 38,30 | 1:16,92 (4)         | 38,46 | 38,53 (4)         | 38,53 | 1:16,76 (5)         | 38,38 | 153,670      |
| 5    | Sabine Völker             | 38,50(6)          | 38,50 | 1:17,09 (7)         | 38,54 | 38,57 (5)         | 38,57 | 1:16,17 (1)         | 38,08 | 153,700      |
| 6    | Swetlana Schurowa         | 38,28 (2)         | 38,28 | 1:17,49 (9)         | 38,74 | 38,61 (6)         | 38,61 | 1:17,42 (10)        | 38,71 | 154,345      |
| 7    | Aki Tonoike               | 38,88 (10)        | 38,88 | 1:16,92 (4)         | 38,46 | 38,95 (10)        | 38,95 | 1:17,63 (11)        | 38,81 | 155,105      |
| 8    | Sayuri Osuga              | 38,54 (7)         | 38,54 | 1:17,89 (14)        | 38,94 | 38,74 (9)         | 38,74 | 1:18,44 (15)        | 39,22 | 155,445      |
| 9    | Amy Sannes                | 39,35 (17)        | 39,35 | 1:16,95 (6)         | 38,47 | 39,40 (18)        | 39,40 | 1:16,75 (4)         | 38,37 | 155,600      |
| 10   | Marianne Timmer           | 38,88 (10)        | 38,88 | 1:17,62 (11)        | 38,81 | 39,60 (20)        | 39,60 | 1:17,02 (8)         | 38,51 | 155,800      |
| 11   | Marieke Wijsman           | 39,21 (16)        | 39,21 | 1:17,23 (8)         | 38,61 | 39,33 (17)        | 39,33 | 1:17,70 (13)        | 38,85 | 156,005      |
| 12   | Chiara Simionato          | 39,05 (13)        | 39,05 | 1:18,26 (15)        | 39,13 | 39,27 (15)        | 39,27 | 1:17,16 (9)         | 38,58 | 156,030      |

#### 1. Lauf 500 Meter
| Platz | Name                        | Land                | Zeit  | Punkte |
| ----- | --------------------------- | ------------------- | ----- | ------ |
| 1     | Catriona LeMay Doan         | Kanada              | 38,05 | 38,05  |
| 2     | Swetlana Schurowa           | Russland            | 38,28 | 38,28  |
| 3     | Monique Garbrecht-Enfeldt   | Deutschland         | 38,30 | 38,30  |
| 4     | Andrea Nuyt                 | Niederlande         | 38,37 | 38,37  |
| 5     | Anschalika Kazjuha          | Belarus             | 38,47 | 38,47  |
| 6     | Sabine Völker               | Deutschland         | 38,50 | 38,50  |
| 7     | Sayuri Ōsuga                | Japan               | 38,54 | 38,54  |
| 8     | Wang Manli                  | Volksrepublik China | 38,76 | 38,76  |
| 9     | Tomomi Okazaki              | Japan               | 38,85 | 38,85  |
| 10    | Aki Tonoike Marianne Timmer | Japan Niederlande   | 38,88 | 38,88  |
|       |                             |                     |       |        |
| 12    | Jenny Wolf                  | Deutschland         | 38,90 | 38,90  |
| 25    | Marion Wohlrab              | Deutschland         | 39,72 | 39,72  |

#### 1. Lauf 1.000 Meter
| Platz | Name                                  | Land               | Zeit    | Punkte |
| ----- | ------------------------------------- | ------------------ | ------- | ------ |
| 1     | Anschalika Kazjuha                    | Belarus            | 1:16,67 | 38,33  |
| 2     | Andrea Nuyt                           | Niederlande        | 1:16,73 | 38,36  |
| 3     | Catriona LeMay Doan                   | Kanada             | 1:16,78 | 38,39  |
| 4     | Monique Garbrecht-Enfeldt Aki Tonoike | Deutschland Japan  | 1:16,92 | 38,46  |
| 6     | Amy Sannes                            | Vereinigte Staaten | 1:16,95 | 38,47  |
| 7     | Sabine Völker                         | Deutschland        | 1:17,09 | 38,54  |
| 8     | Marieke Wijsman                       | Niederlande        | 1:17,23 | 38,61  |
| 9     | Swetlana Schurowa                     | Russland           | 1:17,49 | 38,74  |
| 10    | Annamarie Thomas                      | Niederlande        | 1:17,50 | 38,75  |
|       |                                       |                    |         |        |
| 18    | Marion Wohlrab                        | Deutschland        | 1:19,08 | 39,54  |

#### 2. Lauf 500 Meter
| Platz | Name                      | Land                | Zeit  | Punkte |
| ----- | ------------------------- | ------------------- | ----- | ------ |
| 1     | Catriona LeMay Doan       | Kanada              | 38,10 | 38,10  |
| 2     | Andrea Nuyt               | Niederlande         | 38,33 | 38,33  |
| 3     | Anschalika Kazjuha        | Belarus             | 38,45 | 38,45  |
| 4     | Monique Garbrecht-Enfeldt | Deutschland         | 38,53 | 38,53  |
| 5     | Sabine Völker             | Deutschland         | 38,57 | 38,57  |
| 6     | Swetlana Schurowa         | Russland            | 38,61 | 38,61  |
| 7     | Wang Manli                | Volksrepublik China | 38,66 | 38,66  |
| 8     | Tomomi Okazaki            | Japan               | 38,69 | 38,69  |
| 9     | Sayuri Ōsuga              | Japan               | 38,74 | 38,74  |
| 10    | Aki Tonoike               | Japan               | 38,95 | 38,95  |
|       |                           |                     |       |        |
| 12    | Jenny Wolf                | Deutschland         | 39,19 | 39,19  |
| 24    | Marion Wohlrab            | Deutschland         | 39,84 | 39,84  |

#### 2. Lauf 1.000 Meter
| Platz | Name                      | Land               | Zeit    | Punkte |
| ----- | ------------------------- | ------------------ | ------- | ------ |
| 1     | Sabine Völker             | Deutschland        | 1:16,17 | 38,08  |
| 2     | Catriona LeMay Doan       | Kanada             | 1:16,28 | 38,14  |
| 3     | Andrea Nuyt               | Niederlande        | 1:16,71 | 38,35  |
| 4     | Amy Sannes                | Vereinigte Staaten | 1:16,75 | 38,37  |
| 5     | Monique Garbrecht-Enfeldt | Deutschland        | 1:16,76 | 38,38  |
| 6     | Anschalika Kazjuha        | Belarus            | 1:16,76 | 38,38  |
| 7     | Annamarie Thomas          | Niederlande        | 1:16,78 | 38,39  |
| 8     | Marianne Timmer           | Niederlande        | 1:17,02 | 38,51  |
| 9     | Chiara Simionato          | Italien            | 1:17,16 | 38,58  |
| 10    | Swetlana Schurowa         | Russland           | 1:17,42 | 38,71  |
|       |                           |                    |         |        |
| 19    | Marion Wohlrab            | Deutschland        | 1:18,84 | 39,42  |
| 30    | Jenny Wolf                | Deutschland        | 1:20,60 | 40,30  |

### Männer

#### Endstand
- Zeigt die zwölf erfolgreichsten Sportler der Sprint-WM

| Rang | Name               | 1. Lauf 500 Meter | Pkt.  | 1. Lauf 1.000 Meter | Pkt.  | 2. Lauf 500 Meter | Pkt.  | 2. Lauf 1.000 Meter | Pkt.  | Gesamt- pkt. |
| ---- | ------------------ | ----------------- | ----- | ------------------- | ----- | ----------------- | ----- | ------------------- | ----- | ------------ |
| 1    | Jeremy Wotherspoon | 35,06 (1)         | 35,06 | 1:09,65 (1)         | 34,82 | 35,33 (3)         | 35,33 | 1:09,21 (1)         | 34,60 | 139,820      |
| 2    | Casey FitzRandolph | 35,25 (2)         | 35,25 | 1:10,61 (10)        | 35,30 | 35,17 (2)         | 35,17 | 1:09,76 (3)         | 34,88 | 140,605      |
| 3    | Mike Ireland       | 35,53 (9)         | 35,53 | 1:10,01 (4)         | 35,00 | 35,35 (4)         | 35,35 | 1:09,89 (4)         | 34,94 | 140,830      |
| 4    | Gerard van Velde   | 35,49 (7)         | 35,49 | 1:09,87 (2)         | 34,93 | 35,46 (5)         | 35,46 | 1:10,06 (5)         | 35,03 | 140,915      |
| 5    | Erben Wennemars    | 35,52 (8)         | 35,52 | 1:10,33 (6)         | 35,16 | 35,51 (6)         | 35,51 | 1:09,45 (2)         | 34,72 | 140,920      |
| 6    | Lee Kyu-hyeok      | 35,42 (5)         | 35,42 | 1:10,35 (7)         | 35,17 | 35,52 (7)         | 35,52 | 1:10,16 (7)         | 35,08 | 141,195      |
| 7    | Kip Carpenter      | 35,63 (11)        | 35,63 | 1:10,20 (5)         | 35,10 | 35,65 (10)        | 35,65 | 1:10,47 (10)        | 35,23 | 141,615      |
| 7    | Joey Cheek         | 35,47 (6)         | 35,47 | 1:10,70 (13)        | 35,35 | 35,65 (9)         | 35,65 | 1:10,29 (8)         | 35,14 | 141,615      |
| 9    | Hiroyasu Shimizu   | 35,32 (4)         | 35,32 | 1:11,81 (21)        | 35,90 | 35,17 (1)         | 35,17 | 1:10,76 (15)        | 35,38 | 141,775      |
| 10   | Dmitri Dorofejew   | 35,59 (10)        | 35,59 | 1:10,86 (15)        | 35,43 | 35,52 (8)         | 35,52 | 1:10,72 (14)        | 35,36 | 141,900      |
| 11   | Janne Hänninen     | 35,80 (14)        | 35,80 | 1:10,44 (8)         | 35,22 | 35,84 (14)        | 35,84 | 1:10,62 (11)        | 35,31 | 142,170      |
| 12   | Ådne Søndrål       | 36,16 (24)        | 36,16 | 1:09,97 (3)         | 34,98 | 36,13 (22)        | 36,13 | 1:10,07 (6)         | 35,03 | 142,310      |

#### 1. Lauf 500 Meter
| Platz | Name               | Land               | Zeit  | Punkte |
| ----- | ------------------ | ------------------ | ----- | ------ |
| 1     | Jeremy Wotherspoon | Kanada             | 35,06 | 35,06  |
| 2     | Casey FitzRandolph | Vereinigte Staaten | 35,25 | 35,25  |
| 3     | Jan Bos            | Niederlande        | 35,28 | 35,28  |
| 4     | Hiroyasu Shimizu   | Japan              | 35,32 | 35,32  |
| 5     | Lee Kyu-hyeok      | Südkorea           | 35,42 | 35,42  |
| 6     | Joey Cheek         | Vereinigte Staaten | 35,47 | 35,47  |
| 7     | Gerard van Velde   | Niederlande        | 35,49 | 35,49  |
| 8     | Erben Wennemars    | Niederlande        | 35,52 | 35,52  |
| 9     | Mike Ireland       | Kanada             | 35,53 | 35,53  |
| 10    | Dmitri Dorofejew   | Russland           | 35,59 | 35,59  |
|       |                    |                    |       |        |
| 17    | Christian Breuer   | Deutschland        | 35,96 | 35,96  |
| 27    | Andreas Behr       | Deutschland        | 36,27 | 36,27  |

#### 1. Lauf 1.000 Meter
| Platz | Name               | Land               | Zeit    | Punkte |
| ----- | ------------------ | ------------------ | ------- | ------ |
| 1     | Jeremy Wotherspoon | Kanada             | 1:09,65 | 34,82  |
| 2     | Gerard van Velde   | Niederlande        | 1:09,87 | 34,93  |
| 3     | Ådne Søndrål       | Norwegen           | 1:09,97 | 34,98  |
| 4     | Mike Ireland       | Kanada             | 1:10,01 | 35,00  |
| 5     | Kip Carpenter      | Vereinigte Staaten | 1:10,20 | 35,10  |
| 6     | Erben Wennemars    | Niederlande        | 1:10,33 | 35,16  |
| 7     | Lee Kyu-hyeok      | Südkorea           | 1:10,35 | 35,17  |
| 8     | Janne Hänninen     | Finnland           | 1:10,44 | 35,22  |
| 9     | Nick Pearson       | Vereinigte Staaten | 1:10,56 | 35,28  |
| 10    | Casey FitzRandolph | Vereinigte Staaten | 1:10,61 | 35,30  |
|       |                    |                    |         |        |
| 28    | Andreas Behr       | Deutschland        | 1:12,58 | 36,29  |

#### 2. Lauf 500 Meter
| Platz | Name                                | Land                     | Zeit  | Punkte |
| ----- | ----------------------------------- | ------------------------ | ----- | ------ |
| 1     | Hiroyasu Shimizu Casey FitzRandolph | Japan Vereinigte Staaten | 35,17 | 35,17  |
| 3     | Jeremy Wotherspoon                  | Kanada                   | 35,33 | 35,33  |
| 4     | Mike Ireland                        | Kanada                   | 35,35 | 35,35  |
| 5     | Gerard van Velde                    | Niederlande              | 35,46 | 35,46  |
| 6     | Erben Wennemars                     | Niederlande              | 35,51 | 35,51  |
| 7     | Lee Kyu-hyeok                       | Südkorea                 | 35,52 | 35,52  |
| 8     | Dmitri Dorofejew                    | Russland                 | 35,52 | 35,52  |
| 9     | Joey Cheek                          | Vereinigte Staaten       | 35,65 | 35,65  |
| 10    | Kip Carpenter                       | Vereinigte Staaten       | 35,65 | 35,65  |
|       |                                     |                          |       |        |
| 26    | Andreas Behr                        | Deutschland              | 36,50 | 36,50  |

#### 2. Lauf 1.000 Meter
| Platz | Name               | Land               | Zeit    | Punkte |
| ----- | ------------------ | ------------------ | ------- | ------ |
| 1     | Jeremy Wotherspoon | Kanada             | 1:09,21 | 34,60  |
| 2     | Erben Wennemars    | Niederlande        | 1:09,45 | 34,72  |
| 3     | Casey FitzRandolph | Vereinigte Staaten | 1:09,76 | 34,88  |
| 4     | Mike Ireland       | Kanada             | 1:09,89 | 34,94  |
| 5     | Gerard van Velde   | Niederlande        | 1:10,06 | 35,03  |
| 6     | Ådne Søndrål       | Norwegen           | 1:10,07 | 35,03  |
| 7     | Lee Kyu-hyeok      | Südkorea           | 1:10,16 | 35,08  |
| 8     | Joey Cheek         | Vereinigte Staaten | 1:10,29 | 35,14  |
| 9     | Yūsuke Imai        | Japan              | 1:10,30 | 35,15  |
| 10    | Kip Carpenter      | Vereinigte Staaten | 1:10,47 | 35,23  |
|       |                    |                    |         |        |
| 29    | Andreas Behr       | Deutschland        | 1:12,98 | 36,49  |